# Dougie Thomson
Dougie Thomson (Glasgow, 24 marzo 1951) è un bassista britannico, noto come membro dei Supertramp.

## Carriera
Iniziata l'attività nel 1970, nel 1972 entrò a far parte della band di rock progressivo Supertramp, con i quali inciderà gli album più celebri. Nel 1988 abbandona la band e l'attività di musicista, per diventare editore pubblicitario.
Ha quattro figli; uno di questi, Kyle Thomson, è un calciatore.
Nel 2018 viene ricoverato d'urgenza per problemi renali, aggravati da una polmonite (era sottoposto a dialisi). Nei mesi successivi lo stesso Dougie rassicura i fan sulle sue condizioni, dichiarando di essersi ripreso e di essere in convalescenza.